# Mi-te'ls
Mi-te'ls fou un grup de música en català fundat a Tarragona el 1989. Van publicar dos discos, Ni cap ni peus (DiscMedi, 1991) i 2 minuts (DiscMedi, 1994).
Els components del grup eren Bernard Rios (veu), Albert Grau (guitarra), Núria Plana (baix), Lluís Colino (bateria) i Ricard Masjoan (guitarra). Van acomiadar-se dels escenaris el 1996, tot i que posteriorment han fet algun concert homenatge puntual.